# Race Horizon Park
La Race Horizon Park és una competició ciclista que agrupa diferents d'un sol dia que es disputa a Ucraïna. Competició amb una llarga història, el 2012 entrà a formar part del calendari de l'UCI Europa Tour.
Des del 2016 també es disputa una prova femenina.

## Palmarès

### Race Horizon Park 1 - Horizon Park Race for Peace
| Any                         | Vencedor           | Segon                | Tercer              |
| --------------------------- | ------------------ | -------------------- | ------------------- |
| Race Horizon Park 1         |                    |                      |                     |
| 2012                        | Vitali Popkov      | Oleksandr Martinenko | Nikita Umerbekov    |
| 2013                        | Denís Kostiuk      | Oleksandr Xeidik     | Mikhailo Kononenko  |
| 2014                        | Vitali Buts        | Błażej Janiaczyk     | Reinier Honig       |
| Horizon Park Race for Peace |                    |                      |                     |
| 2015                        | Serhí Lahkuti      | Denís Kostiuk        | Anatoli Pakhtussov  |
| 2016                        | Vitali Buts        | Jacek Morajko        | Samir Jabrayilov    |
| 2017                        | Mikhailo Kononenko | Jakob Frandsen       | Nikita Sokolov      |
| 2018                        | Frederik Muff      | Iehor Demèntiev      | Vladzislau Dubovski |
| 2019                        | Iauhen Sobal       | Anatoli Budiak       | Iehor Demèntiev     |

### Race Horizon Park 2 - Horizon Park Race Maïdan
| Any                      | Vencedor               | Segon              | Tercer             |
| ------------------------ | ---------------------- | ------------------ | ------------------ |
| Race Horizon Park 2      |                        |                    |                    |
| 2013                     | Mikhailo Kononenko     | Branislau Samòilau | Oleksandr Kvatxuk  |
| 2014                     | Mikhailo Kononenko     | Leszek Pluciński   | Serhí Hretxin      |
| Horizon Park Race Maidan |                        |                    |                    |
| 2015                     | Oleksandr Polivoda     | Siarhei Papok      | Mikhailo Kononenko |
| 2016 No disputada        |                        |                    |                    |
| 2017                     | Rasmus Esmann Ginnerup | Grzegorz Stępniak  | Dmitri Jigunov     |
| 2018                     | Branislau Samòilau     | Wojciech Sykała    | Ilya Klepikov      |
| 2019                     | Uladzislau Tsimoshyk   | Vitali Buts        | Stanislau Bajkou   |

### Race Horizon Park 3 - Horizon Park Classic
| Any                  | Vencedor           | Segon            | Tercer               |
| -------------------- | ------------------ | ---------------- | -------------------- |
| Race Horizon Park 3  |                    |                  |                      |
| 2014                 | Denís Kostiuk      | Błażej Janiaczyk | Oleksandr Polivoda   |
| Horizon Park Classic |                    |                  |                      |
| 2015                 | Mikhailo Kononenko | Vitali Buts      | Aliaksandr Kutxinski |
| 2016                 | Mikhailo Kononenko | Marek Rutkiewicz | Andrea Pasqualon     |
| 2017                 | Oleksandr Prevar   | Iehor Demèntiev  | Serhí Lahkuti        |
| 2018                 | Branislau Samòilau | Volodymyr Dzhus  | Rasmus Hestbek Lund  |
| 2019                 | Andrí Vassiliuk    | Stanislau Bajkou | Oleksii Kasianov     |

### Horizon Park Women Challenge
| Any  | Vencedor           | Segon           | Tercer         |         |
| ---- | ------------------ | --------------- | -------------- | ------- |
| 2016 | Tetyana Riabchenko | Irina Semionova | Hanna Solovei  |         |
| 2017 | Alžbeta Bačíková   | Taisa Naskovich | Maryna Ivaniuk |         |
| 2018 | Ievhènia Vissotska | Olga Shekel     | Lucie Záleská  |         |
| 2019 | suspesa            | suspesa         | suspesa        | suspesa |
| 2020 | suspesa            | suspesa         | suspesa        | suspesa |

### VR Women ITT
| Any  | Vencedor           | Segon              | Tercer            |
| ---- | ------------------ | ------------------ | ----------------- |
| 2016 | Valeria Kononenko  | Tetyana Riabchenko | Hanna Solovei     |
| 2017 | Hanna Solovei      | Olga Shekel        | Valeria Kononenko |
| 2018 | Antri Christoforou | Valeria Kononenko  | Olga Shekel       |
| 2019 | Valeria Kononenko  | Tetyana Riabchenko | Olena Xarga       |
| 2020 |                    |                    |                   |